# Dilar nevadensis
Dilar nevadensis is een insect uit de familie van de Dilaridae, die tot de orde netvleugeligen (Neuroptera) behoort. 
Dilar nevadensis is voor het eerst wetenschappelijk beschreven door Rambur in 1838.